# Delta Librae

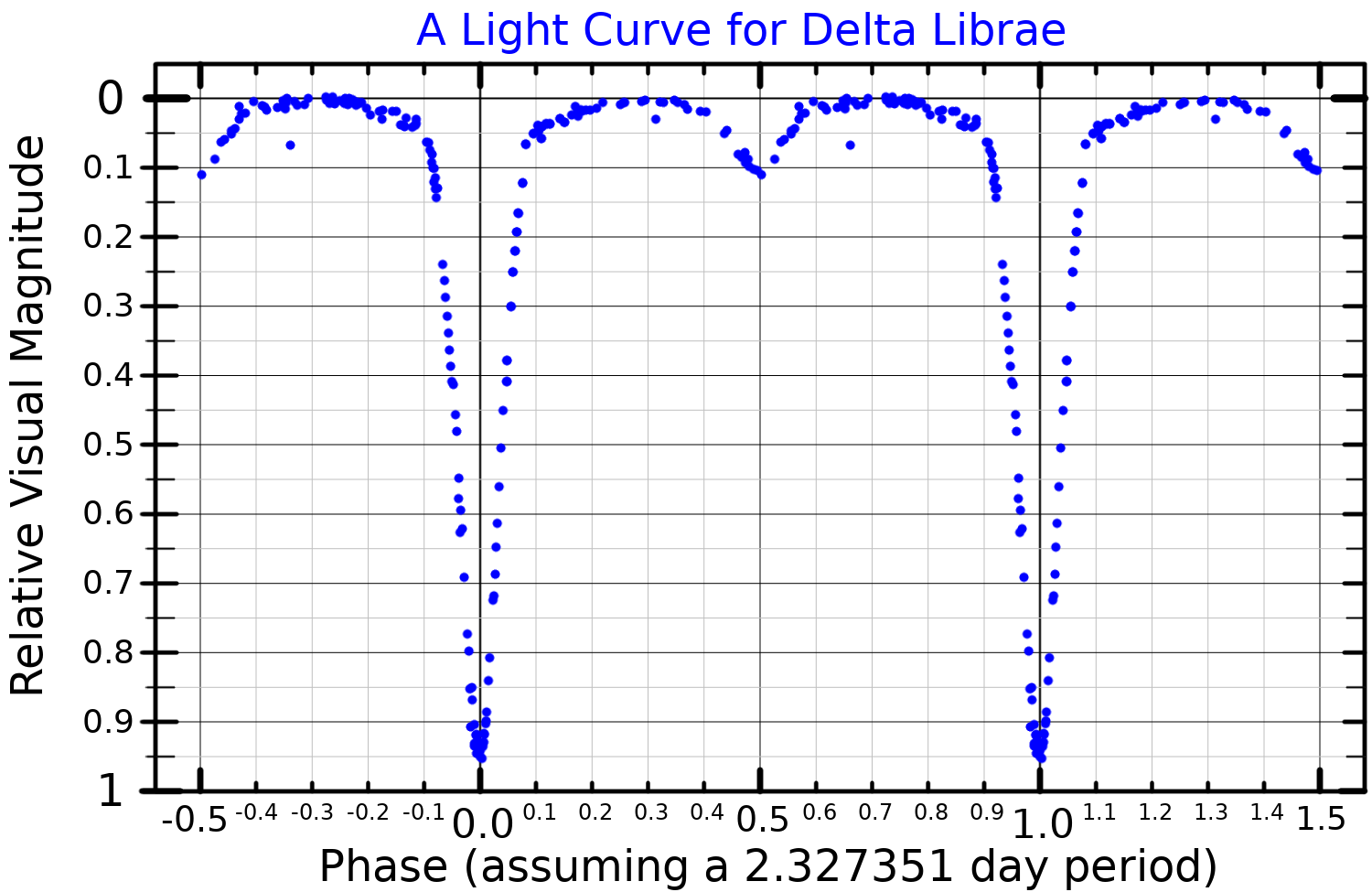
Curva de luz de Delta Librae

Librae Delta (δ Lib / δ Librae) es una estrella en la constelación de Libra. Uno de los nombres tradicionales, Mulu-Lizi, es acadio y significa "Hombre de Fuego". Otro es Zuben el Akribi.
Delta Librae está aproximadamente a 304 años luz de la Tierra y pertenece a la clase espectral B9.5V. Zuben el Akribi es una estrella binaria eclipsante, con un período de 2,3272 días. Su magnitud aparente varía entre 4,43 y 5,81. 